# 自作駅
自作駅（チャジャクえき、朝鮮語: 자작역）は、朝鮮民主主義人民共和国平安南道价川市にある駅で、満浦線と价川炭鉱線に属する。 

## 歴史
- 1933年10月15日：開業[1]。

## 隣の駅
満浦線
鳳泉駅 - 自作駅 - 藍田駅
价川炭鉱線
自作駅 - 前進駅